# Židovský hřbitov v Úštěku
Židovský hřbitov v Úštěku se nachází jihozápadně od města Úštěk, v lese napravo od Střelecké ulice vedoucí na jih směrem na Lhotu. Založen byl v 15. století a následně došlo k jeho několikerému rozšíření (v 17., 19. a 20. století). V areálu hřbitova se nacházela obřadní síň s nízkou kupolí. Hřbitov byl činný do roku 1938, v pozdějším období byl poničen a chátral. V 80. letech byla navržena jeho likvidace a došlo ke stržení obřadní síně a ohradní zdi a prodeji několika náhrobků. Samotný hřbitov se však díky protestům ze strany památkového úřadu a pražského židovského muzea podařilo zachránit. Od počátku 90. let byly prováděny dílčí rekonstrukce a od roku 2001 probíhala systematická rekonstrukce hřbitova pod vedením pražské židovské obce. Od roku 2004 se o hřbitov stará Sdružení pro úštěckou synagogu a hřbitov. Dochovalo se přibližně 221 náhrobních kamenů, z nichž nejstarší pochází z poloviny 17. století. V severozápadní části hřbitova se nachází dětské oddělení. V roce 1993 byl hřbitov prohlášen kulturní památkou.
Hřbitov je volně přístupný.